# Groß Niendorf (Zölkow)
Groß Niendorf – dzielnica gminy Zölkow w Niemczech, w kraju związkowym Meklemburgia-Pomorze Przednie, w powiecie Ludwigslust-Parchim, w  Związku Gmin Parchimer Umland. Do 31 grudnia 2011 była samodzielną gminą.